# Де Агостини, Луиджи
Луи́джи Де Агости́ни (итал. Luigi De Agostini; 7 апреля 1961, Удине) — итальянский футболист, защитник. Выступал за национальную сборную. Бронзовый призёр чемпионата Европы и мира.
Кавалер ордена «За заслуги перед Итальянской Республикой».

## Карьера

### В клубах
В своём родном городе Луиджи выступал в молодёжной команде «Удинезе». В серии A он дебютировал 23 марта 1980 года в матче против «Наполи». Затем дважды клуб отдавал его в аренду — на сезон 1981/82 в «Тренто», на сезон 1982/83 в «Катандзаро». С 1983 по 1986 год в составе «Удинезе» Де Агостини провёл 80 матчей и потом ушёл в «Эллас Верону». В 1987 «Ювентус» купил Луиджи за 5,5 млрд лир. С туринским клубом он выиграл Кубок Италии и Кубок УЕФА. В 1992 Де Агостини перешёл в «Интер», а через год в «Реджану», где и завершил карьеру в 1995.

### В сборной
В сборной Италии Де Агостини дебютировал 28 мая 1987 года в товарищеском матче против команды Норвегии, выйдя на замену после перерыва вместо Джузеппе Бергоми.
В 1988 году на Олимпийских играх Луиджи провёл 5 матчей. Итальянская сборная в матче за 3-е место уступила команде ФРГ.
Всего за Италию он сыграл 36 матчей, в том числе 4 на чемпионате Европы и 6 на чемпионате мира.

## Достижения
«Удинезе»
- Обладатель Кубка Митропы: 1979/80

«Ювентус»
- Обладатель Кубка Италии: 1989/90
- Обладатель Кубка УЕФА: 1989/90